# Santa Rita (Samar)
Santa Rita is een gemeente in de Filipijnse provincie Samar op het gelijknamig eiland Samar. Bij de laatste census in 2007 had de gemeente bijna 35 duizend inwoners.

## Geografie

### Bestuurlijke indeling
Santa Rita is onderverdeeld in de volgende 38 barangays:
| - Alegria - Anibongan - Aslum - Bagolibas - Binanalan - Bokinggan Pob. - Bougainvilla Pob. - Cabacungan - Cabunga-an - Camayse - Cansadong - Caticugan - Dampigan | - Guinbalot-an - Gumamela Pob. - Hinangudtan - Igang-igang - La Paz - Lupig - Magsaysay - Maligaya - New Manunca - Old Manunca - Pagsulhogon - Rosal Pob. - Salvacion | - San Eduardo - San Isidro - San Juan - San Pascual - San Pedro - San Roque - Santa Elena - Santan Pob. - Tagacay - Tominamos - Tulay - Union |

## Demografie
Santa Rita had bij de census van 2007 een inwoneraantal van 34.959 mensen. Dit zijn 4.841 mensen (16,1%) meer dan bij de vorige census van 2000. De gemiddelde jaarlijkse groei komt daarmee uit op 2,08%, hetgeen hoger is dan het landelijk jaarlijks gemiddelde over deze periode (2,04%). Vergeleken met de census van 1995 is het aantal mensen met 6.029 (20,8%) toegenomen.

De bevolkingsdichtheid van Santa Rita was ten tijde van de laatste census, met 34.959 inwoners op 411,77 km², 84,9 mensen per km².